# Museu de Arte de Toledo
O Museu de Arte de Toledo (em inglês:  Toledo Museum of Art) é um museu localizado no bairro de Old West End, na cidade de Toledo, em Ohio, Estados Unidos. 
O museu foi fundado pelo fabricante de vidros de Toledo, Edward Drummond Libbey em 1901, e mudou-se para a sua atual localização, um edifício renascentista projetado por Edward B. Green e Harry W. Wachter, em 1912. O edifício foi ampliado por duas vezes nos anos 1920 e 1930.
Atualmente, a instituição é dirigida por Brian Kennedy, que atua desde 2010 como o nono diretor desde a inauguração.

## Acervo
O museu contém grandes coleções de arte de vidro americana e europeia dos séculos XIX e XX, bem como as pequenas, mas distintas coleções renascentista, grega e romana e japonesa. 
Importantes obras individuais incluem A coroação de Santa Catarina de Peter Paul Rubens, comprada por Albert Koppel em 1950; Adoração dos Magos, por Bartolomé Esteban Murillo, obras menores de Rembrandt e El Greco, obras de Willem de Kooning, Henry Moore, e Sol LeWitt.

## Centro de Artes Visuais e Pavilhão de Vidro
Um centro de artes visuais, desenhado por Frank Gehry, foi adicionado na década de 1990. Ele inclui a biblioteca do museu, assim como um estúdio, escritório e uma sala de aula para o departamento de arte da Universidade de Toledo.  
Em 2000, o escritório de arquitetura SANAA foi escolhido para criar um prédio novo que abrigasse a coleção de vidro do museu. A consultoria de design Front Inc. ficou responsável no auxílio dos arquitetos para desenvolver conceitos técnicos para os sistemas das paredes de vidro. O Pavilhão do Vidro foi inaugurado em 2006 com exaltação da crítica. Em crítica para o New York Times, Nicolai Ouroussoff escreveu: "composto com delicadeza requintada, o elegante labirinto de paredes de vidro curvadas representa o último monumento a evoluir, em uma cadeia que vai até o Hall dos Espelhos do Palácio de Versalhes". O pavilhão foi possibilitado através do maior levantamento de fundos da história do município de Toledo.    

## Eventos
O museu é responsável também pela organização de diversos tipos de eventos em suas dependências. Diariamente são feitos: tours pelo museu com guias explicativos; atividades no centro familiar; atividades interativas com o público ("hands-on activities"); e workshops de arte com vidro.  
Existe também a programação semanal do museu. às quintas-feiras ocorre o TMA Thursday, evento que deixa abertas as portas de entrada para a instituição por mais tempo, criado para atrair o público de 24 a 45 anos. Às sextas-feiras ocorre o It's Friday, que também estende o horário de funcionamento do museu, mas com atividades extras que variam dependendo da semana.  
Por fim, o museu organiza também, de acordo com a demanda, eventos como degustações de vinho, atividades voluntariadas e shows de música erudita, que acontecem no Peristilo: um auditório de 1750 assentos inspirado na arquitetura grega arcaica que é sustentado por 28 colunas. O museu está aberto todos os dias das 11h00 às 17h00, exceto às sextas e sábados das 11h00 às 20h00. onde as segundas e terças estão fechadas.